# Distrito de Epping Forest
Epping Forest es un distrito no metropolitano del condado de Essex (Inglaterra). Tiene una superficie de 338,99 km². Según el censo de 2001, Epping Forest estaba habitado por 120 896 personas y su densidad de población era de 356,64 hab/km².